# Rallye Jordanien 2011
Die 3. Rallye Jordanien (offiziell Jordan Rally) war der 4. Lauf zur FIA-Rallye-Weltmeisterschaft 2011. Die Rallye wurde vom 14. bis 16. April 2011 hauptsächlich in der Wüste östlich des Toten Meers und im Jordangraben im südwestlichen Jordanien durchgeführt. Zu dieser Veranstaltung gehörte auch der zweite von acht Läufen der Super 2000 World Rally Championship 2011. Im Rahmen dieser Veranstaltung wurde die dritte Rallye der Middle-East-Rally-Championship-Saison 2011 durchgeführt.

## Bericht
Das Fahrerlager war im Dead Sea Centre direkt am Toten Meer eingerichtet. Der Start fand in der rund 50 Kilometer nördlich gelegenen Hauptstadt Jordaniens in Amman statt. Die Wertungsprüfungen bestanden teilweise aus mit Sand und Geröll verschmutzten asphaltierten Straßen und aus schottrigen, mit verschieden großen Steinen übersäten, engen und kurvenreichen Wegen. Die höchste Passage einer Wertungsprüfung lag bei knapp über 1000 Metern Seehöhe. Die meisten Teile der Rallye fanden unter Null des Meeresspiegels, bis hinunter in den Jordangraben, gut 420 Meter unter Seehöhe statt. Das machte die Rallye zu einer ungewöhnlichen Bereicherung in der Liste der Rallye-Weltmeisterschaftsläufe. Da alle Wertungsprüfungen vergleichsweise nahe am Servicepark lagen und zudem die ersten Prüfungen abgesagt wurden, war es auch eine der kürzesten Rallyes überhaupt. Am ersten Tag mussten sechs Wertungsprüfungen abgesagt werden. Das mit Trainingsautos und Servicematerial beladene RoRo-Schiff traf wegen eines Motorschadens zunächst verspätet im als Ausweichslösung, wegen Unruhen im nahen Osten, gewählten Hafen von Haifa ein. Anschließend verhinderte ein Sturm das Entladen des Schiffes. Es kam zu einer Verzögerung von drei Tagen, bis das Material im Fahrerlager in Jordanien ankam. Die Verantwortlichen sahen sich dazu gezwungen, den ersten Tag der Veranstaltung abzusagen. Die Rallye wurde nach WRC-Reglement punktemäßig trotzdem voll gewertet.
Der französische Citroën-Werksfahrer Sébastien Ogier erzielte den vierten Gesamtsieg seiner Karriere und den zweiten aufeinanderfolgenden Sieg in dieser Saison. Ogier war am Ende der Rallye nur um zwei Zehntelsekunden schneller als der Zweite, der für das Ford World Rally Team startende Finne Jari-Matti Latvala. Das war die bisher knappste Entscheidung in der Geschichte der Rallye-Weltmeisterschaft. An dritter Stelle kam Ogiers Teamkollege Sébastien Loeb ins Ziel. Bei der als letzte Wertungsprüfung, mit 10,5 Kilometer Streckenlänge gestarteten Power Stage, sicherte sich Ogier als Schnellster drei Bonuspunkte. Zudem kam er an die Gesamtführung, die er auf der vorherigen Wertungsprüfung an Latvala verloren hatte. Mikko Hirvonen erzielte als Zweitschnellster zwei und Loeb als Drittschnellster noch einen Bonuspunkt für die Fahrer-Weltmeisterschaft. Von 31 gestarteten Fahrzeugen erreichten 23 das Ziel. Bernardo Sousa gewann die SWRC-Wertung.

## Klassifikationen

### Endresultat
| Rang   | Fahrer                 | Beifahrer             | Auto                | Zeit      | Rückstand | Punkte + Power-Stage |
| WRC    | WRC                    | WRC                   | WRC                 | WRC       | WRC       | WRC                  |
| ------ | ---------------------- | --------------------- | ------------------- | --------- | --------- | -------------------- |
| 1      | Sébastien Ogier        | Julian Ingrassia      | Citroën DS3 WRC     | 2:48:28,2 | 00:00.0   | 25 + 3               |
| 2      | Jari-Matti Latvala     | Miikka Anttila        | Ford Fiesta RS WRC  | 2:48:28,4 | 00:00.2   | 18                   |
| 3      | Sébastien Loeb         | Daniel Elena          | Citroën DS3 WRC     | 2:48:55,9 | 00:27.7   | 15 + 1               |
| 4      | Mikko Hirvonen         | Jarmo Lehtinen        | Ford Fiesta RS WRC  | 2:51:12,9 | 02:44.7   | 12 + 2               |
| 5      | Matthew Wilson         | Scott Martin          | Ford Fiesta RS WRC  | 2:54:13,1 | 05:44.9   | 10                   |
| 6      | Kimi Räikkönen         | Kaj Lindström         | Citroën DS3 WRC     | 2:54:43,1 | 06:14.9   | 8                    |
| 7      | Federico Villagra      | Jorge Pérez Companc   | Ford Fiesta RS WRC  | 2:57:46,9 | 09:18.7   | 6                    |
| 8      | Khalid Al Qassimi      | Michael Orr           | Ford Fiesta RS WRC  | 2:58:11,9 | 09:43.7   | 4                    |
| 9      | Dennis Kuipers         | Bjorn Degandt         | Ford Fiesta RS WRC  | 3:02:55,7 | 14:27.5   | 2                    |
| 10     | Bernardo Sousa         | António Costa         | Ford Fiesta S2000   | 3:03:33,7 | 15:05.5   | 1                    |
| SWRC   |                        |                       |                     |           |           |                      |
| 1 (10) | Bernardo Sousa         | António Costa         | Ford Fiesta S2000   | 3:03:33.7 | 00:00.0   | 25                   |
| 2 (11) | Karl Kruuda            | Martin Järveoja       | Škoda Fabia S2000   | 3:03:55,4 | 00:21.7   | 18                   |
| 3 (12) | Hermann Gassner junior | Katharina Wüstenhagen | Škoda Fabia S2000   | 3:05:55,8 | 02:22.1   | 15                   |
| 4 (17) | Albert Llovera         | Diego Vallejo         | Abarth Grande Punto | 3:21:07,2 | 17:33.5   | 12                   |
| 5 (18) | Eyvind Brynildsen      | Cato Menkerud         | Škoda Fabia         | 3:26:55,2 | 23:21.5   | 10                   |

### Wertungsprüfungen
| Tag               | WP                                    | Name                                  | Länge                                 | Start LT                              | Gewinner                              | Beifahrer                             | Auto                                  | Zeit                                  | Ø km/h                                | Leader                                |
| ----------------- | ------------------------------------- | ------------------------------------- | ------------------------------------- | ------------------------------------- | ------------------------------------- | ------------------------------------- | ------------------------------------- | ------------------------------------- | ------------------------------------- | ------------------------------------- |
| Tag 1 (14. April) | WP1                                   | Wadi Shueib 1                         | 8,65 km                               | 11:33                                 | abgesagt                              | abgesagt                              | abgesagt                              | abgesagt                              | abgesagt                              | abgesagt                              |
| Tag 1 (14. April) | WP2                                   | Mount Nebo 1                          | 11,09 km                              | 12:16                                 | abgesagt                              | abgesagt                              | abgesagt                              | abgesagt                              | abgesagt                              | abgesagt                              |
| Tag 1 (14. April) | WP3                                   | Ma'in 1                               | 17,00 km                              | 13:03                                 | abgesagt                              | abgesagt                              | abgesagt                              | abgesagt                              | abgesagt                              | abgesagt                              |
| Tag 1 (14. April) | WP4                                   | Wadi Shueib 2                         | 8,65 km                               | 15:30                                 | abgesagt                              | abgesagt                              | abgesagt                              | abgesagt                              | abgesagt                              | abgesagt                              |
| Tag 1 (14. April) | WP5                                   | Mount Nebo 2                          | 11,09 km                              | 16:13                                 | abgesagt                              | abgesagt                              | abgesagt                              | abgesagt                              | abgesagt                              | abgesagt                              |
| Tag 1 (14. April) | WP6                                   | Ma'in 2                               | 17,00 km                              | 17:00                                 | abgesagt                              | abgesagt                              | abgesagt                              | abgesagt                              | abgesagt                              | abgesagt                              |
| Tag 2 (15. April) | Service Dead Sea, 08:30 Uhr (15 Min.) | Service Dead Sea, 08:30 Uhr (15 Min.) | Service Dead Sea, 08:30 Uhr (15 Min.) | Service Dead Sea, 08:30 Uhr (15 Min.) | Service Dead Sea, 08:30 Uhr (15 Min.) | Service Dead Sea, 08:30 Uhr (15 Min.) | Service Dead Sea, 08:30 Uhr (15 Min.) | Service Dead Sea, 08:30 Uhr (15 Min.) | Service Dead Sea, 08:30 Uhr (15 Min.) | Service Dead Sea, 08:30 Uhr (15 Min.) |
| Tag 2 (15. April) | WP7                                   | Suwayma 1                             | 13,50 km                              | 09:03                                 | Sébastien Loeb                        | Daniel Elena                          | Citroën DS3 WRC                       | 07:01,0                               | 115,44                                | Sébastien Loeb                        |
| Tag 2 (15. April) | WP8                                   | Kafrain 1                             | 17,20 km                              | 09:46                                 | Petter Solberg                        | Chris Patterson                       | Citroën DS3 WRC                       | 12:11,6                               | 84,64                                 | Sébastien Loeb Sébastien Ogier        |
| Tag 2 (15. April) | WP9                                   | Jordan River 1                        | 41,45 km                              | 10:49                                 | Sébastien Ogier                       | Julian Ingrassia                      | Citroën DS3 WRC                       | 27:32,6                               | 90,29                                 | Sébastien Loeb Sébastien Ogier        |
| Tag 2 (15. April) | Service Dead Sea, 13:19 Uhr (30 Min.) |                                       |                                       |                                       |                                       |                                       |                                       |                                       |                                       | Sébastien Loeb Sébastien Ogier        |
| Tag 2 (15. April) | WP10                                  | Suwayma 2                             | 13,50 km                              | 13:37                                 | Jari-Matti Latvala                    | Miikka Anttila                        | Ford Fiesta RS WRC                    | 06:59,0                               | 115,99                                | Sébastien Ogier                       |
| Tag 2 (15. April) | WP11                                  | Kafrain 2                             | 17,20 km                              | 14:20                                 | Jari-Matti Latvala                    | Miikka Anttila                        | Ford Fiesta RS WRC                    | 11:48,2                               | 87,43                                 | Sébastien Ogier                       |
| Tag 2 (15. April) | WP12                                  | Jordan River 2                        | 41,45 km                              | 15:23                                 | Sébastien Ogier                       | Julian Ingrassia                      | Citroën DS3 WRC                       | 27:13,5                               | 91,35                                 | Sébastien Ogier                       |
| Tag 2 (15. April) | Service Dead Sea, 16:38 Uhr (45 Min.) |                                       |                                       |                                       |                                       |                                       |                                       |                                       |                                       | Sébastien Ogier                       |
| Tag 3 (16. April) | Service Dead Sea, 07:30 Uhr (15 Min.) | Service Dead Sea, 07:30 Uhr (15 Min.) | Service Dead Sea, 07:30 Uhr (15 Min.) | Service Dead Sea, 07:30 Uhr (15 Min.) | Service Dead Sea, 07:30 Uhr (15 Min.) | Service Dead Sea, 07:30 Uhr (15 Min.) | Service Dead Sea, 07:30 Uhr (15 Min.) | Service Dead Sea, 07:30 Uhr (15 Min.) | Service Dead Sea, 07:30 Uhr (15 Min.) | Sébastien Ogier                       |
| Tag 3 (16. April) | WP13                                  | Yakrut 1                              | 14,16 km                              | 08:20                                 | Sébastien Loeb                        | Daniel Elena                          | Citroën DS3 WRC                       | 08:30,6                               | 99,84                                 | Sébastien Ogier                       |
| Tag 3 (16. April) | WP14                                  | Bahath 1                              | 12,53 km                              | 08:50                                 | Mikko Hirvonen                        | Jarmo Lehtinen                        | Ford Fiesta RS WRC                    | 09:30,0                               | 79,14                                 | Sébastien Ogier                       |
| Tag 3 (16. April) | WP15                                  | Mahes 1                               | 20,44 km                              | 09:35                                 | Mikko Hirvonen                        | Jarmo Lehtinen                        | Ford Fiesta RS WRC                    | 14:33,0                               | 84,29                                 | Sébastien Ogier                       |
| Tag 3 (16. April) | WP16                                  | Baptism Site 1                        | 10,50 km                              | 10:18                                 | Sébastien Loeb                        | Daniel Elena                          | Citroën DS3 WRC                       | 05:21,7                               | 117,50                                | Sébastien Ogier                       |
| Tag 3 (16. April) | Service Dead Sea, 11:13 Uhr (30 Min.) |                                       |                                       |                                       |                                       |                                       |                                       |                                       |                                       | Sébastien Ogier                       |
| Tag 3 (16. April) | WP17                                  | Yakrut 2                              | 14,16 km                              | 12:18                                 | Jari-Matti Latvala                    | Miikka Anttila                        | Ford Fiesta RS WRC                    | 08:15,8                               | 102,82                                | Sébastien Ogier                       |
| Tag 3 (16. April) | WP18                                  | Bahath 2                              | 12,53 km                              | 12:48                                 | Jari-Matti Latvala                    | Miikka Anttila                        | Ford Fiesta RS WRC                    | 09:10,5                               | 81,94                                 | Sébastien Ogier                       |
| Tag 3 (16. April) | WP19                                  | Mahes 2                               | 20,44 km                              | 13:33                                 | Jari-Matti Latvala                    | Miikka Anttila                        | Ford Fiesta RS WRC                    | 14:09,1                               | 86,66                                 | Jari-Matti Latvala                    |
| Tag 3 (16. April) | WP20                                  | Baptism Site 2 (Power-Stage)          | 10,50 km                              | 15:00                                 | Sébastien Ogier Mikko Hirvonen        | Julian Ingrassia Jarmo Lehtinen       | Citroën DS3 WRC Ford Fiesta RS WRC    | 05:21,7                               | 117,50                                | Sébastien Ogier                       |
| Tag 3 (16. April) | Service Dead Sea, 16:03Uhr (10 Min.)  |                                       |                                       |                                       |                                       |                                       |                                       |                                       |                                       | Sébastien Ogier                       |

### Gewinner Wertungsprüfungen
| WP            | Anzahl | Fahrer             | Auto               |
| ------------- | ------ | ------------------ | ------------------ |
| 10, 11, 17–19 | 5      | Jari-Matti Latvala | Ford Fiesta RS WRC |
| 14, 15, 20    | 3      | Mikko Hirvonen     | Ford Fiesta RS WRC |
| 7, 13, 16     | 3      | Sébastien Loeb     | Citroën DS3 WRC    |
| 9, 12, 20     | 3      | Sébastien Ogier    | Citroën DS3 WRC    |
| 8             | 1      | Petter Solberg     | Citroën DS3 WRC    |

### Fahrer-WM nach der Rallye
| Platz | Fahrer             | Punkte |
| ----- | ------------------ | ------ |
| 1     | Sébastien Loeb     | 74     |
| 2     | Mikko Hirvonen     | 72     |
| 3     | Sébastien Ogier    | 69     |
| 4     | Jari-Matti Latvala | 66     |
| 5     | Petter Solberg     | 31     |

### Team-Weltmeisterschaft
| Platz | Team               | Punkte |
| ----- | ------------------ | ------ |
| 1     | Citroën WRT        | 130    |
| 2     | Ford WRT           | 130    |
| 3     | Stobart WRT        | 43     |
| 4     | Petter Solberg WRT | 22     |